# العلاقات اليونانية السلوفينية
العلاقات اليونانية السلوفينية هي العلاقات الثنائية التي تجمع بين اليونان وسلوفينيا.

## مقارنة بين البلدين
هذه مقارنة عامة ومرجعية للدولتين:
| وجه المقارنة                                              | اليونان                                                                             | سلوفينيا                                                      |
| --------------------------------------------------------- | ----------------------------------------------------------------------------------- | ------------------------------------------------------------- |
| المساحة (كم2)                                             | 131.96 ألف                                                                          | 20.27 ألف                                                     |
| عدد السكان (نسمة)                                         | 10.76 مليون                                                                         | 2.07 مليون                                                    |
| الكثافة السكانية (ن./كم²)                                 | 81.54                                                                               | 102.12                                                        |
| العاصمة                                                   | أثينا، نافبليو                                                                      | ليوبليانا                                                     |
| اللغة الرسمية                                             | لغة يونانية، اليونانية الديموطيقية ‏                                                 | اللغة السلوفينية، اللغة الإيطالية، لغة مجرية                  |
| العملة                                                    | يورو، دراخما، فينيكس يوناني ‏                                                        | يورو، تولار سلوفيني                                           |
| الناتج المحلي الإجمالي (بليون دولار)                      | 200.29 مليار                                                                        | 48.77 مليار                                                   |
| الناتج المحلي الإجمالي (تعادل القوة الشرائية) بليون دولار | 285.45 مليار                                                                        | 66.01 مليار                                                   |
| الناتج المحلي الإجمالي الاسمي للفرد دولار أمريكي          | 18.00 ألف                                                                           | 20.73 ألف                                                     |
| الناتج المحلي الإجمالي للفرد دولار أمريكي                 | 26.85 ألف                                                                           | 30.40 ألف                                                     |
| مؤشر التنمية البشرية                                      | 0.865                                                                               | 0.880                                                         |
| رمز المكالمات الدولي                                      | +30                                                                                 | +386                                                          |
| رمز الإنترنت                                              | .gr                                                                                 | .si                                                           |
| المنطقة الزمنية                                           | توقيت شرق أوروبا، ت ع م+02:00، ت ع م+03:00، توقيت شرق أوروبا الصيفي ‏، أوروبا/أثينا ‏ | توقيت وسط أوروبا، ت ع م+01:00، ت ع م+02:00، أوروبا/ليوبليانا ‏ |

## مدن متوأمة
في ما يلي قائمة باتفاقيات التوأمة بين مدن يونانية وسلوفينية:
- ترتبط أثينا مع ليوبليانا باتفاقية توأمة منذ 18 سبتمبر 1991.
- ترتبط بروزة مع شكوفجا لوكا باتفاقية توأمة.
- ترتبط كورفو مع كوبر باتفاقية توأمة.

## منظمات دولية مشتركة
يشترك البلدان في عضوية مجموعة من المنظمات الدولية، منها:
| علم المنظمة | اسم المنظمة                               | تاريخ انضمام اليونان | تاريخ انضمام سلوفينيا |
| ----------- | ----------------------------------------- | -------------------- | --------------------- |
|             | الاتحاد الأوروبي                          | 1981                 | 1 مايو 2004           |
|             | وكالة ضمان الاستثمار متعدد الأطراف        | 30 أغسطس 1993        | 19 مارس 1993          |
|             | منظمة التعاون الاقتصادي والتنمية          | 30 سبتمبر 1961       | ?                     |
|             | الأمم المتحدة                             | 25 أكتوبر 1945       | 22 مايو 1992          |
|             | الفريق المعني برصد الأرض                  | ?                    | ?                     |
|             | منظمة حظر الأسلحة الكيميائية              | ?                    | ?                     |
|             | منظمة التجارة العالمية                    | 1995                 | ?                     |
|             | منظمة الشرطة الجنائية الدولية             | ?                    | ?                     |
|             | منظمة الأمن والتعاون في أوروبا            | 25 يونيو 1973        | 24 مارس 1992          |
|             | مؤسسة التنمية الدولية                     | 9 يناير 1962         | 25 فبراير 1993        |
|             | حلف شمال الأطلسي                          | 18 فبراير 1952       | 29 مارس 2004          |
|             | يونسكو                                    | 4 نوفمبر 1946        | 27 مايو 1992          |
|             | مجلس أوروبا                               | 9 أغسطس 1949         | ?                     |
|             | الاتحاد البريدي العالمي                   | ?                    | ?                     |
|             | البنك الدولي للإنشاء والتعمير             | 27 ديسمبر 1945       | 25 فبراير 1993        |
|             | اتفاقية السماوات المفتوحة                 | ?                    | ?                     |
|             | المنظمة الهيدروغرافية الدولية             | ?                    | ?                     |
|             | الاتحاد الدولي للاتصالات                  | 1866                 | 16 يونيو 1992         |
|             | مؤسسة التمويل الدولية                     | 26 سبتمبر 1957       | 25 فبراير 1993        |
|             | المنظمة الأوروبية لسلامة الملاحة الجوية   | 1988                 | 1995                  |
|             | المركز الدولي لتسوية المنازعات الاستشارية | 21 مايو 1969         | 6 أبريل 1994          |
|             | مجموعة أستراليا                           | 1985                 | 2004                  |
|             | مجموعة الموردين النوويين                  | ?                    | ?                     |

## أعلام
هذه قائمة لبعض الشخصيات التي تربطها علاقات بالبلدين:
- رادوسلاف نستروفيتش (30 مايو 1976 – )

## وصلات خارجية
- موقع وزارة الخارجية اليونانية
- موقع وزارة الخارجية السلوفينية